# アベイアン
座標: 北緯1度50分00秒 東経172度57分00秒 / 北緯1.83333度 東経172.95000度

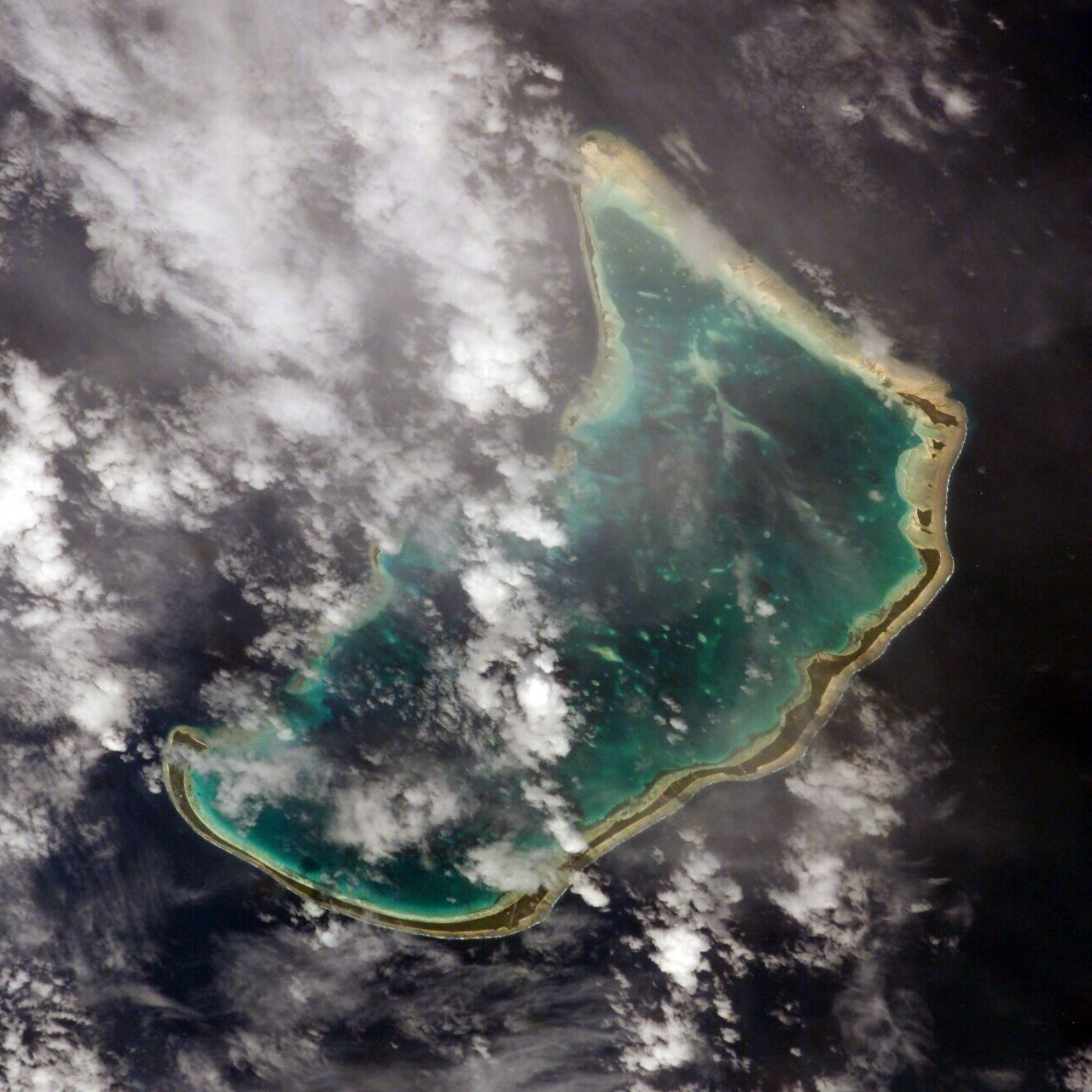
アベイアン環礁

”アベイアン”(または”アパイアン”、もしくは”アピアイア”)は、太平洋の中西部に位置するキリバスの環礁である。

## 地理
アベイアン環礁は、30の小島から構成されるが、そのうちの2つは浸食により既に岩礁となっている。”アベイアン島(最大の島)”、”リボノ島”、そして”ヌオタエ島”には住民が住んでいるが、他の全ての小島は無人島である。アベイアン環礁は北ギルバート諸島に属し、環礁の総面積は15.5km2である。環礁にはラグーンがあり、ここは嵐よけの港となっている。
環礁の南西側には”ビンハム水路”があり、ラグーンと太平洋とを結んでいる。この水路は、最大の島であるアベイアン(環礁の東側)と、とても小さな島であるテイリオ(環礁の南西側)の間を通っている。
アベイアン島には2つのゲストハウスがある。タボンテビケ村の”サンセットビーチ”には、村議会が所有の”ネイ・ニカオ・ロッジ”があり、島北西部の”太平洋海岸”にある小島”オウバ島”には”オウバ島リゾート”がある。しかしネイ・ニカオ・ロッジは、借地権の問題が解決できずに2004年から一時的に閉鎖されていたが、問題解決に向けた協議によりロッジの再開に向けた改装が2009年から始まった。オウバ島リゾートは”エコ観光”を目指した造られたリゾートであり、2006年7月より営業している。

## 歴史
ヨーロッパの探検家トーマス・ギルバートは1788年に島を発見し、彼は船の持ち主である”シャルロッテ”にちなんで”マテウ島”と名付けた。また彼は、ラグーンを”シャルロッテ湾”とも名付けた。最初の宣教師は、1857年11月16日にアベイアンに到着した。彼の名前は”ハイラム・ビングハム”で、ボストンを本拠地とするアメリカ合衆国の宣教師グループの一員であった。ハイラム・ビングハムは、始めてハワイに着いた最も著名な宣教師の1人で、同名の父であるハイラム・ビングハムの息子であった。実は彼と彼の妻は、ハワイ人の牧師と彼の妻と共にアベイアンに来ており、2番目の宣教師であった。ビングハムはコイナワ村に上陸したが、彼の上陸から100年後の1957年に、これを記念して村に記念碑が建てられた。アベイアンのカトリック教徒たちは強い絆で結ばれており、1907年10月にコイナワ村に荘厳な”聖ロザリー教会を”建てた。この教会の建立は、ベルギーからの宣教者”ファザー・イオアン”の指揮によって行われた。かれはアベイアンにとても長く住み、そして島をとても愛したので、彼の住んだ村は彼の出身であるベルギーにちなんで”ボロティアン村”と名付けられた(ボロティアンはベルギーにある地方都市である)。聖ロザリー教会は先日100周年を迎え、キリバスの現職大統領が訪れて祝典が開かれた。
アベイアンでも最も重要な教育機関は、1939年に創立された”セント・ジョセフ大学”である。大学の卒業生の中には、キリバスの現在の大統領である”アノーテ・トング”、そして前職の”テブロロ・ティート”も含まれている。

## 交通

### 空港
環礁への交通は、アベイアン島のタブウィロア村とツアラブ村に間にある”アベイアン環礁空港”を利用する。キリバス航空は、アベイアンとマラケイ、および北タラワのボンリキ国際空港とを結んでいる。